# Derolus argentesignatus
Derolus argentesignatus là một loài bọ cánh cứng trong họ Cerambycidae.